# Château de Vex
Le château de Vex est un château en ruines occupant un promontoire dominant la Borgne, au sud-ouest du village de Vex dans le canton du Valais, en Suisse.

## Géographie
Le château occupait un promontoire dominant la rive gauche de la Borgne à 1 200 m, au sud-est du village de Vex. Établi sur une moraine glaciaire, toute sa face sud-est en plein éboulement.
Sa position se voit de loin, car elle est marquée par les ruines d'une forte tour. Après avoir franchi le fossé, contourné la tour, on arrive sur un plateau limité au nord par une pente, couverte de bois, et, à l'opposé, par des falaises à pic qui s'éboulent. L'extrémité orientale du plateau, parsemée de très gros blocs erratiques, est en partie occupées par des vignes, se termine par une crête s'élevant à 25 m plus haut que la tour d'entrée. Cette crête est entourée de gros murs de soutènement du côté du plateau et recouverte d'arbres et de buissons ; du côté de la Borgne, sa pente tombe à pic et s’éboule. Ce devait être l'emplacement du donjon primitif. Le plateau de forme ovoïde mesure 100 m point dans sa plus grande largeur et 130 m de longueur. Rameau estimait que ce château-fort, à en juger par ses restes, devait être assez remarquable.

## Histoire
Le premier texte connu est de 1328 ; il se rapporte à une terre dépendante du chapitre de Sion « prata camps et domod existence a ponte de Crista de Combola usque ad fossatum castri de Vex ». Comme à Ayent, le château était indivis, avec deux parties distinctes. D'un côté, celui de l'entrée, où il y avait la tour polygonale appartenant aux d'Ayent Tavelli, de l'autre, à l'orient, celui de la crête, également avec un donjon, probablement celui des de la Tour. Les Tavelli emprisonnaient en cas de délit leurs sujets taillables dans les prisons de ce château. Cette propriété passa ensuite par alliance, à la fin du XVe siècle, aux Chevron-Villette, mais le château ne devait déjà plus être en état. On ne sait pas quand il a été ruiné. Il est possible que déjà au moment de l'insurrection contre les de la Tour en 1376, il fut en partie saccagé. En 1385, le curé de Vex déclare que ses possessions ont été détruites pendant la guerre entre Amédée et les communes.
Le château laissé à l'abandon, certaines de ses pierres sont réutilisées dans des constructions. En 1995, la commune de Vex mandate des travaux afin de conserver les murs restants de la tour Tavelli. Ceux-ci sont rejointés dans les parties hautes afin de prévenir le déchaussage des pierres, principalement dû au gel et dégel. Les parties basses, en bonne conditions, n'est que légèrement retouché. L'historien des monuments Patrick Elsig est également contacté afin d'effectuer une étude de l'édifice. L'ensemble des travaux est devisé à 80 000 francs suisses et a lieu en 1996 et 1997.

## Archéologie
Le promontoire sur la Borgne est séparé de la montagne par un large fossé. Le chemin d'accès contourne au nord une tour octogonale qui défend la position d'entrée. Le chemin continue à monter pour arriver au plateau derrière la tour. Les faces à l’extérieur de la tour mesurent 3,65 m et sont larges de 1,33 m. Le vide intérieur de face-à-face est de 6,04 m. Cette tour avait trois étages bien marqués à l'intérieur par le retrait des maçonneries. La division du bas mesurait 5 m de hauteur, poutraison comprise, puis venait un premier étage de 2,20 m, enfin un second étage, partiellement conservé, qui devait avoir les mêmes dimensions. Par-dessus venait la plateforme crénelée qui a disparu. La hauteur des murs est encore de 8,20 m, à l'origine, elle devait être de 11,50 m créneaux compris. Ce plan octogonal est très rare, il est peu fréquent en France ; on peut citer le donjon de Trévoux (XIIIe siècle) dans l'Ain. Ces tours octogonales apparaissent en même temps que les donjons cylindriques, dès le XIIe siècle.

## Légende
Selon une légende locale, tous les 8 avril aux alentours de 20h, on entendrait les sanglots de la fille Tavelli depuis le fond de la tour.